# Jeziorki (powiat szczecinecki)
Jeziorki – wieś w północno-zachodniej Polsce, położona w województwie zachodniopomorskim, w powiecie szczecineckim, w gminie Barwice.
W latach 1950–1998 miejscowość administracyjnie należała do województwa koszalińskiego.
W 2000 roku obszar wsi Jeziorki przyłączono do gminy Barwice z gminy Borne Sulinowo.